# Teatro anatomico della scuola veterinaria di Berlino

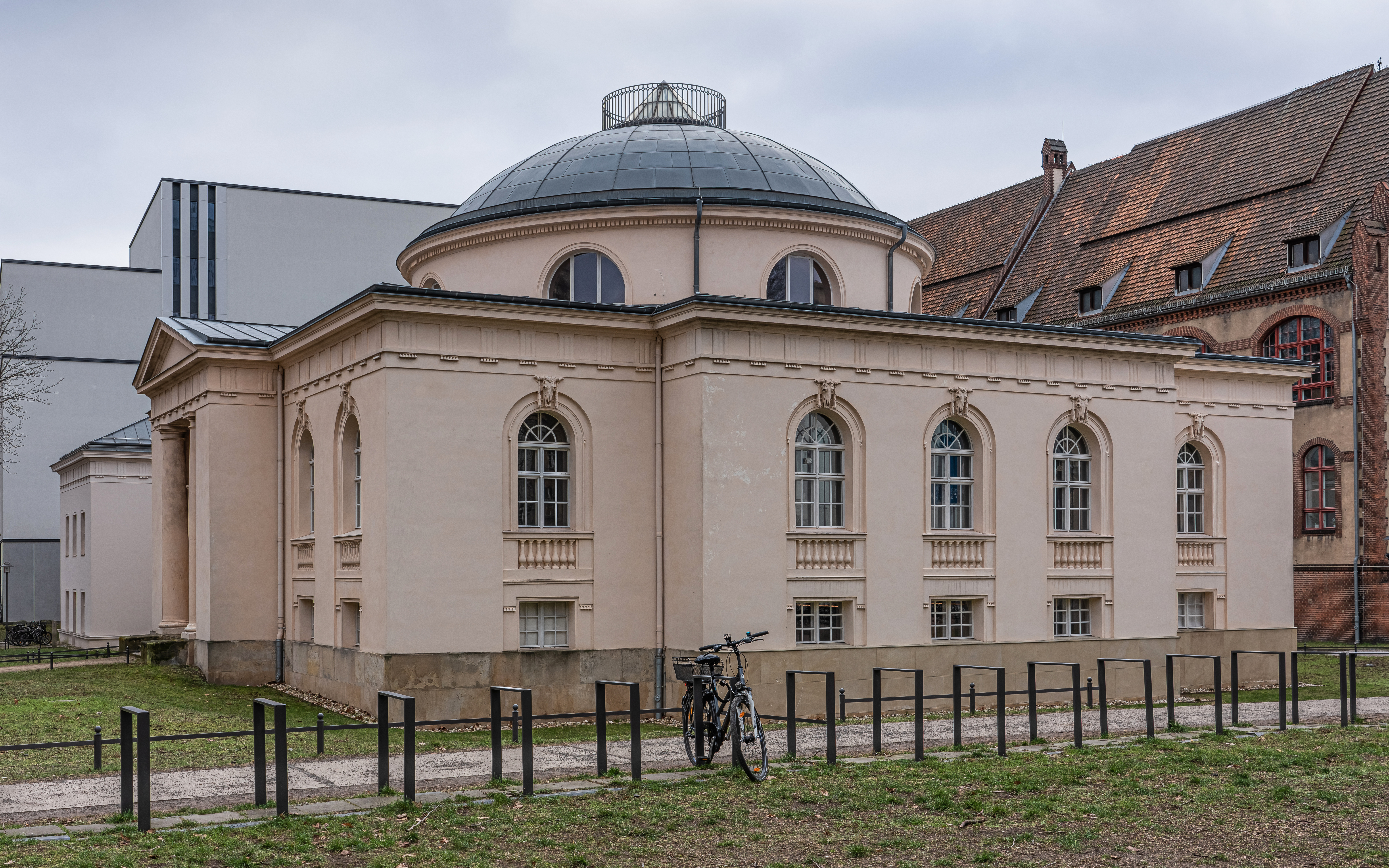

Il Teatro anatomico della scuola veterinaria di Berlino (in tedesco: Anatomische Theater der Tierarzneischule; denominazione ufficiale: Tieranatomisches Theater der Humboldt-Universität zu Berlin) è un edificio storico che fa parte della Università Humboldt di Berlino.

## Ubicazione
L'edificio, classificato come Grade II, si trova sul sito della ex Scuola Reale di veterinaria e Scuola Veterinaria (Tierärztlichen Hochschule) a est della Luisenstraße, nello storico quartiere berlinese di Friedrich-Wilhelm-Stadt. È il più antico edificio accademico sopravvissuto a Berlino.

## Storia
Il teatro anatomico fu costruito negli anni tra il 1789 e 1790 ed è stato oggetto di un intervento di completa ristrutturazione a partire dal 2005. Terminati i lavori, dal 2012 è utilizzato come spazio espositivo e per l'organizzazione di eventi dal Centro Hermann von Helmholtz di tecnologia culturale (Hermann von Helmholtz-Zentrum für Kulturtechnik).